# Casa Piera
La Casa Piera és un edifici situat al carrer del Sagrat Cor, 4 de Sarrià (Barcelona).

## Història i descripció
Va ser projectat el 1867 pel mestre d'obres Antoni Valls i Galí com a residència del constructor Antoni Piera i Rosés sobre una finca creada a partir de la segregació de Ca Cotó, propietat de la família Rocabert des de 1704.

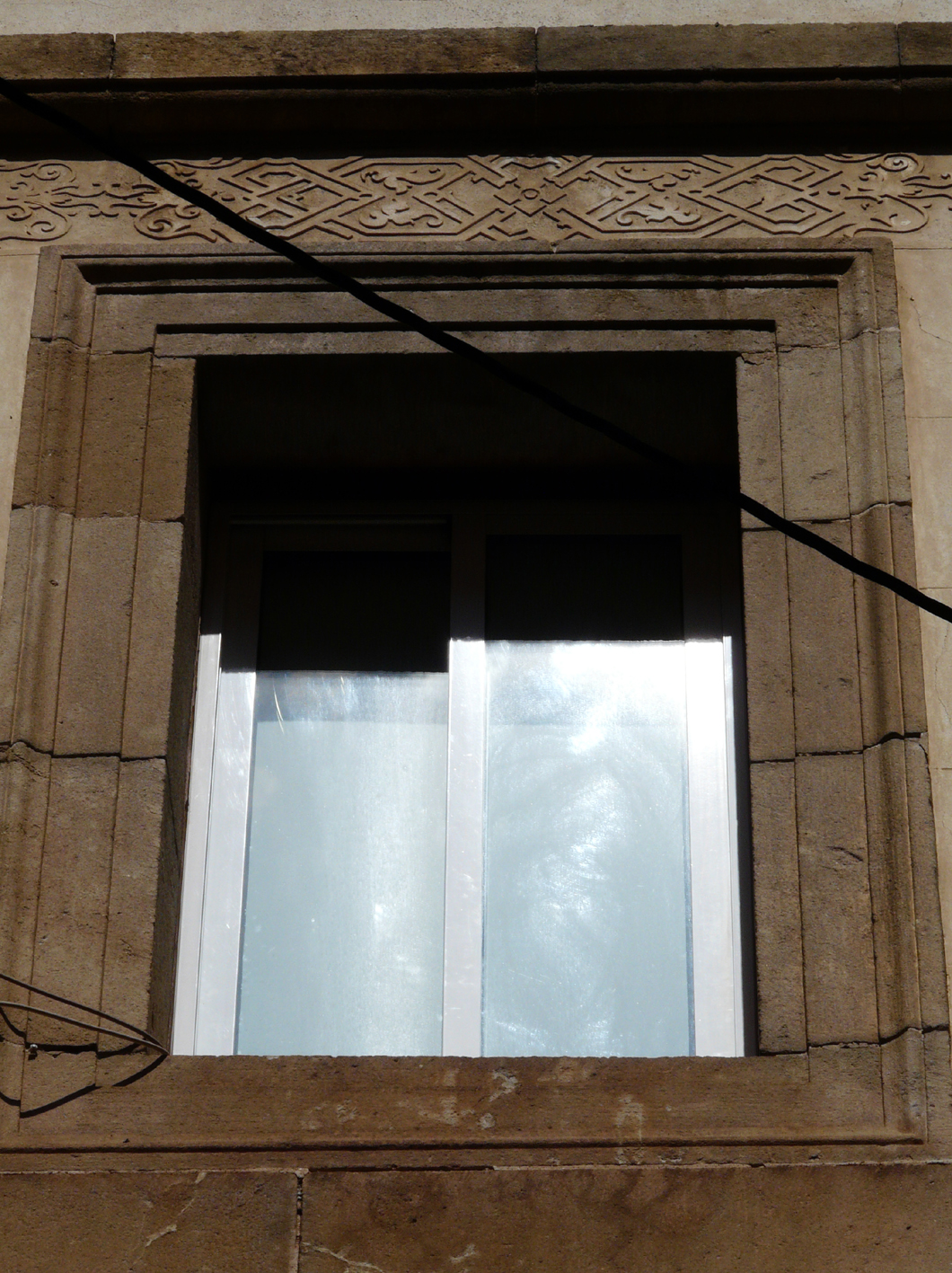
Detall d'una finestra

Consta de quatre plantes, de les quals la planta baixa té un traçat neoclàssic. En la seva construcció es van utilitzar murs i parets de maó de fàbrica massís, entramats d'arcs sobre bigues de fusta i una coberta flotant de triple capa de rajoles sobre llistons i bigues de fusta. A la façana figuren les inicials del promotor: A(ntoni) P(iera). Durant les obres, que van durar gairebé un any, l'Ajuntament de Sarrià va obligar els promotors a urbanitzar part del carrer, llavors anomenat Santa Madrona.